# Marie Étienne Péroz
Marie Étienne Péroz est un officier français né le 12 août 1857 à Montbozon (Haute-Saône), ancien élève du Lycée Gérôme à Vesoul, et mort à Paris le 26 janvier 1910.

## Biographie
Officier des troupes de marine dont la carrière fut exceptionnelle, aussi bien en raison de son parcours que de son rôle auprès de Samory, guerre et paix (années 1884-1892) et du grand rebelle du Tonkin que fut le De Tham.
Au cabinet des ministres de la marine et des colonies, il eut l'occasion de voir de près l'affaire du général Boulanger. Au Tonkin, il assista le gouverneur général Doumer dans son opération de pacification avec le Dé Tham. En Guyane, il croisa la route du désespoir du capitaine Dreyfus.
Marie Étienne Péroz s'illustra aussi par la publication de très nombreux livres, récits de ses campagnes militaires et de ses rencontres avec les civilisations étrangères qu'il fréquenta, en véritable reporter militaire et civil.

## Carrière
- Études au Lycée Gérôme à Vesoul
- 1875 : chef de peloton de cavalerie dans l'armée carliste (Espagne)
- 1875 : engagé volontaire dans le 4e régiment d'infanterie de marine de Toulon
- 26 février 1880 : sous-lieutenant
- 1881-1883 : service à la Guadeloupe
- 1884-1887 : campagnes dans le Haut Sénégal et le bassin du Niger
- 1888-1891 : officier d'ordonnance des ministres de la Marine et des Colonies
- 1891-1892 : campagne sur le Niger
- 1894-1895 : commandant des troupes en Guyane
- 1886-1889 : campagne au Tonkin
- 1900-1901 : fondateur du 3e territoire militaire du Niger Tchad
- 1904 : retraite ; termine sa carrière avec le grade de lieutenant-colonel d'infanterie coloniale[2].

## Distinctions
- Officier de la Légion d'honneur, sur contingent du ministère de la Guerre (1903)[3].
- Officier de l'Instruction publique[4]
- Médaille coloniale